# Eridanos

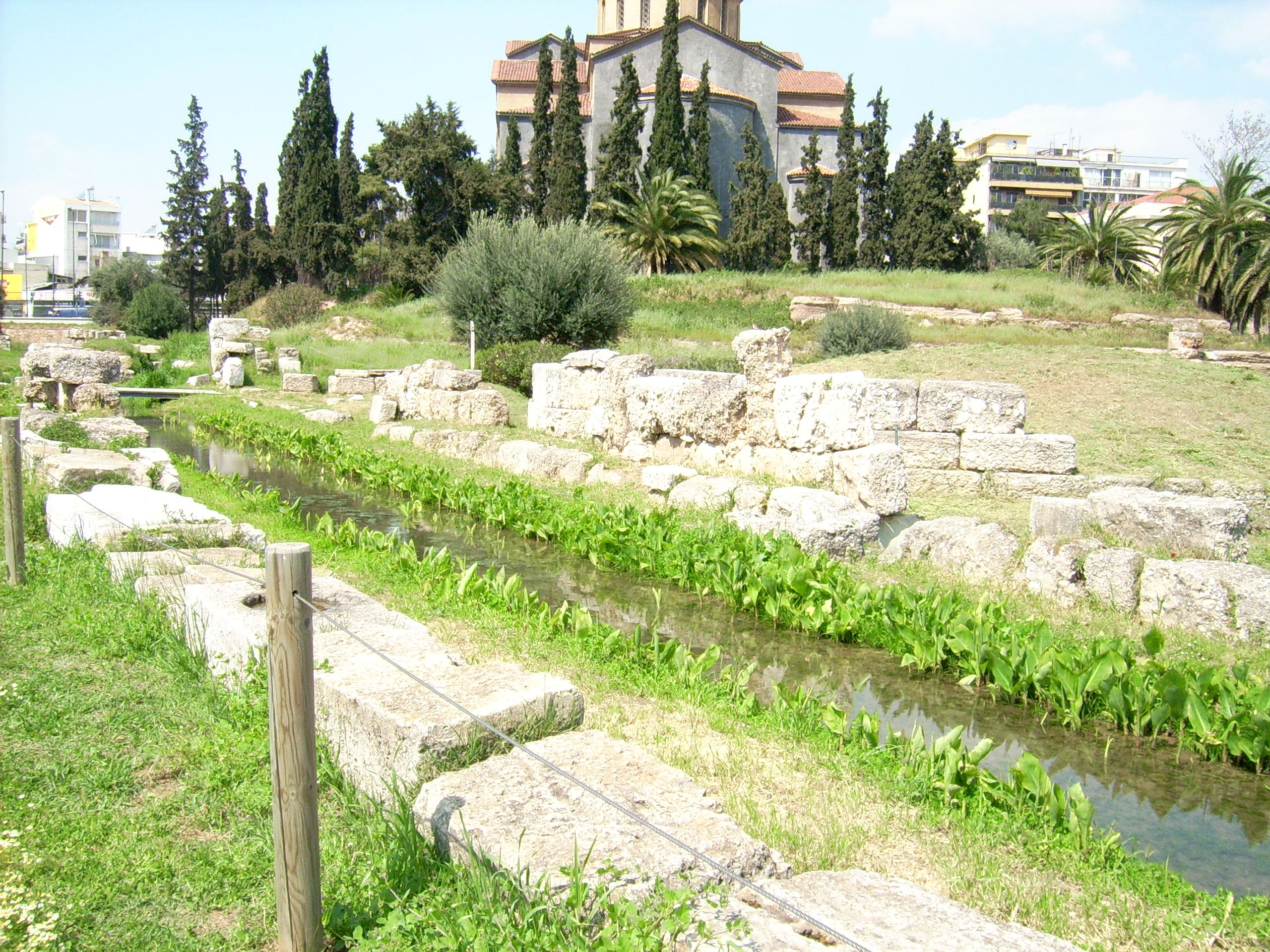
Eridanos i mars 2008.

Eridanos betyder de många tårarnas flod och var en förhistorisk flod, som tros ha använts av, bland andra, epikuréer i Epikuros trädgård.

## Mytologi
Eridanos omtalas i grekisk mytologi och av gamla författare som en stor flod vid världens norra eller västra gräns. Det berättas att Zeus dödade Phaethon genom att låta hans vagn och skenande hästar störta ner i floden Eridanos.